# Francesco Foiera
Francesco Foiera, detto Charlie (Cesena, 15 settembre 1975), è un cestista italiano.

## Carriera
Cresciuto nelle giovanili del Basket '82 Cesena, Foiera passa dalla Serie C alla B1 quando, complici gli infortuni dei lunghi Zanetti e Gavagnin, l'Andrea Costa Imola lo preleva a stagione già iniziata del campionato 1994-95, annata in cui la formazione imolese è promossa in A2. Tre anni più tardi Imola compie un nuovo salto di categoria arrivando in A1, così Foiera esordisce nella massima serie.
Nel 1999 approda alla Pallacanestro Varese, formazione campione in carica avendo vinto lo scudetto l'anno prima: qui Foiera si ritaglia 11,7 minuti di minutaggio medio. Nella stagione successiva veste la canotta del neopromosso Roseto Basket, con cui arriva fino ai quarti di finale dei play-off di A1, persi contro la Virtus Bologna di Ettore Messina.
Nel 2001 scende in alla Pallacanestro Messina in Legadue, campionato nel quale militerà nelle annate seguenti. Dal dicembre 2002 all'estate 2004 scende in campo indossando la divisa del Basket Club Ferrara, poi ha un'esperienza annuale alla Juvecaserta dove è capitano. Ritorna quindi a Ferrara, dove al suo ultimo anno di permanenza contribuisce da capitano alla promozione del club estense in Serie A. La sua carriera continua, sempre in Legadue, con le tappe a Livorno e Veroli.
Nell'estate 2010 fa ritorno nella sua Romagna firmando un biennale con la Fulgor Libertas Forlì, appena promossa in Legadue. Qui gioca qualche mese fintanto che, complice il pessimo momento della squadra forlivese, viene messo sul mercato. Il gennaio seguente passa in prestito ai Crabs Rimini fino al termine del campionato.
Nel settembre 2011 ottiene un contratto mensile a gettone con l'Enel Brindisi: durante questo periodo non disputa alcuna gara di campionato, solo una partita di coppa contro Ostuni mentre il pivot titolare Craig Callahan otteneva il passaporto italiano. Successivamente Foiera è ritornato all'Andrea Costa Imola, inizialmente limitandosi agli allenamenti con la squadra, fino alla proposta di contratto del gennaio 2012 in seguito al grave infortunio occorso al giovane lungo Davide Andreaus.
Nell'agosto 2013 firma per l'Acmar Ravenna, in Serie A2 Silver, dove milita per due stagioni.
Nell'estate 2015, alla soglia dei 40 anni, scende in Serie B per vestire la canotta dei Crabs Rimini, già indossata in Legadue pochi anni prima.
Tre anni più tardi firma in Serie D con il Bellaria Basket, rimanendovi per due anni. Quarantacinquenne, per la stagione 2020-2021 si accorda con i Baskérs Forlimpopoli, società di Serie C Silver, ma nel febbraio 2021 per impegni di lavoro lascia la squadra prima ancora di debuttare in un campionato che non era ancora iniziato per via della pandemia di COVID-19. Torna al basket giocato nel gennaio 2022 quando accetta l'offerta dei Villanova Tigers, società del campionato di Serie D con sede a Villa Verucchio, nel riminese. Dopo qualche mese di inattività, nel gennaio 2023 torna a giocare a 47 anni con il Bellaria Basket nel campionato di Promozione insieme all'ex compagno di squadra Federico Tassinari.

## Palmarès
- Supercoppa italiana: 1

Varese: 1999
- Coppa Italia di Legadue: 1

Veroli: 2010

## Statistiche

### Cronologia presenze in nazionale
| Cronologia completa delle presenze e dei punti in Nazionale - Italia | Cronologia completa delle presenze e dei punti in Nazionale - Italia | Cronologia completa delle presenze e dei punti in Nazionale - Italia | Cronologia completa delle presenze e dei punti in Nazionale - Italia | Cronologia completa delle presenze e dei punti in Nazionale - Italia | Cronologia completa delle presenze e dei punti in Nazionale - Italia | Cronologia completa delle presenze e dei punti in Nazionale - Italia | Cronologia completa delle presenze e dei punti in Nazionale - Italia |
| Data                                                                 | Città                                                                | In casa                                                              | Risultato                                                            | Ospiti                                                               | Competizione                                                         | Punti                                                                | Note                                                                 |
| -------------------------------------------------------------------- | -------------------------------------------------------------------- | -------------------------------------------------------------------- | -------------------------------------------------------------------- | -------------------------------------------------------------------- | -------------------------------------------------------------------- | -------------------------------------------------------------------- | -------------------------------------------------------------------- |
| 23/12/1997                                                           | Madrid                                                               | Brasile                                                              | 80 - 86                                                              | Italia                                                               | Torneo amichevole                                                    | 0                                                                    |                                                                      |
| 24/12/1997                                                           | Madrid                                                               | Real Madrid                                                          | 71 - 64                                                              | Italia                                                               | Torneo amichevole                                                    | 0                                                                    |                                                                      |
| 25/12/1997                                                           | Madrid                                                               | Nuova Zelanda                                                        | 56 - 70                                                              | Italia                                                               | Torneo amichevole                                                    | 7                                                                    |                                                                      |
| Totale                                                               |                                                                      | Presenze                                                             | 3                                                                    |                                                                      | Punti                                                                | 7                                                                    |                                                                      |